# Pueyo (Huesca)
ORIGEN DEL APELLIDO PUEYO
Pueyo (el Pueio, en catalán ribagorzano) es una localidad española del municipio de Valle de Lierp, en la comarca de la Ribagorza, provincia de Huesca, ⁣ Aragón.

## Toponimia
El topónimo viene del latín 'PODIUM' que significa cima o lugar más alto. En 1391 es mencionado como Puyo.